# Lloyd Alexander
Lloyd (Chudley) Alexander (Filadelfia, 30 gennaio 1924 – Drexel Hill, 17 maggio 2007) è stato uno scrittore statunitense.

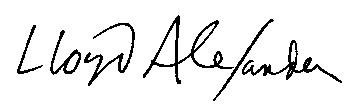
Firma di Lloyd Alexander.

Ha pubblicato più di quaranta libri, soprattutto romanzi fantasy per bambini e adolescenti oltre a numerosi volumi per adulti. Il suo più famoso contributo nel campo della letteratura per ragazzi è la serie Le cronache di Prydain. I primi due libri in questa serie hanno costituito la base del film di animazione Taron e la pentola magica prodotto da Walt Disney Pictures, mentre il volume conclusivo ha vinto la John Newbery Medal nel 1969. Altri suoi libri hanno ottenuto il National Book Award e l'American Book Award. Gli è stato inoltre tributato il premio alla carriera World Fantasy Life Achievement 2003.
Ha inoltra coniato il termine high fantasy, sottogenere appartenente alla più ampia categoria della narrativa fantasy, nel saggio High Fantasy and Heroic Romance (1971).

## Biografia
Alexander nacque a Philadelphia, in Pennsylvania, nel 1924 e crebbe nel sobborgo di Drexel Hill. Suo padre era un agente di cambio e la famiglia era quindi stata duramente colpita dalla Grande depressione. A quanto racconta lo scrittore, i suoi genitori non leggevano libri e prendevano quelli che venivano dati loro dall'Esercito della Salvezza solo per "riempire gli scaffali vuoti".
Alexander si diplomò alla Upper Darby High School nel 1940 e venne introdotto nella Hall of fame della scuola nel 1995. Decise di diventare uno scrittore quando aveva 15 anni, ma i suoi genitori non ne furono contenti ed inoltre erano in tali difficoltà economiche da poterlo iscrivere solo all'Haverford College che si trovava alla fine della via in cui abitavano (scuola che egli abbandonò dopo solo un trimestre).
Desideroso di nuove avventure prestò servizio nell'esercito nel corso della seconda guerra mondiale diventando Staff Sergeant addetto allo spionaggio e al controspionaggio dopo essersi addestrato in Galles, paese che avrebbe poi utilizzato come ambientazione di molti dei suoi romanzi. Frequentò poi l'Università di Parigi, dove incontrò la sua futura moglie Janine Denni, che sposò nel 1946.
Alexander è scomparso il 17 maggio 2007, due settimane dopo il decesso della moglie. È sepolto nel cimitero di Arlington a Drexel Hill in Pennsylvania.

### Opera letteraria
I romanzi più noti di Alexander possono essere classificati come letteratura per ragazzi; il suo ciclo più conosciuto è la pentalogia high fantasy delle Cronache di Prydain, in cui si racconta il percorso di formazione del giovane Taran, un semplice assistente-custode di maiali che sogna di diventare un grande eroe, e dei suoi compagni, la Principessa Eilonwy, Fflewddur Fflam il bardo girovago, Gurgi, una creatura dall'aspetto feroce ma in realtà mite, e il nano Doli. La serie è apertamente ispirata alla mitologia gallese e in particolare al Mabinogion.
Altre due opere di Alexander sono la trilogia di fantasy storico del Westmark, che si svolge in paesi europei fittizi a fine XVIII secolo e narra di un apprendista tipografo coinvolto in complessi intrighi politici, e l'esalogia di Vesper Holly, la cui eroina è una giovane avventuriera di Filadelfia che gira per il mondo durante la tarda età vittoriana. L'ultimo romanzo dell'autore, The Golden Dream of Carlo Chuchio, è stato pubblicato nell'agosto 2007. Prima di morire Alexander disse del libro "Ho finito il mio lavoro".

### Critica
Il Dictionary of Literary Biography dichiara che i libri di Alexander possiedono "la speciale profondità loro donata da personaggi che non solo agiscono, ma pensano, vivono e lottano con lo stesso tipo di problemi che confondono e affliggono le persone nel XX secolo."
Descrivendo le proprie influenze letterarie Alexander una volta disse: 
(Lloyd Alexander)

## Opere

### Le cronache di Prydain
La serie consiste di una pentalogia principale di romanzi e di una raccolta complementare di racconti prequel. 
1. Il libro dei tre (The Book of Three), Holt, Rinehart and Winston, 1964. Trad. Annarita Guarnieri nell'omnibus La saga di Prydain, Fantacollana 64, Editrice Nord, 1986.
2. Il Calderone Nero (The Black Cauldron), Holt, Rinehart and Winston, 1965. Trad. Annarita Guarnieri nell'omnibus La saga di Prydain, Fantacollana 64, Editrice Nord, 1986. Vincitore nel 1966 del Newbery Honor.
3. Il castello di Llyr (The Castle of Llyr), Holt, Rinehart and Winston, 1966. Trad. Annarita Guarnieri nell'omnibus La saga di Prydain, Fantacollana 64, Editrice Nord, 1986.
4. Taran il girovago (Taran Wanderer), Holt, Rinehart and Winston, 1967. Trad. Annarita Guarnieri nell'omnibus Taran di Prydain, Fantacollana 90, Editrice Nord, 1989.
5. Il sommo re (The High King), Holt, Rinehart and Winston, 1968. Trad. Annarita Guarnieri nell'omnibus Taran di Prydain, Fantacollana 90, Editrice Nord, 1989. Vincitore nel 1969 della Newbery Medal.

- Il trovatello e altre storie (The Foundling and Other Tales of Prydain), Holt, Rinehart and Winston, 1973; espanso nella riedizione Dell Yearling, 1982. Trad. Annarita Guarnieri nell'omnibus Le Cronache di Prydain, Oscar Draghi, Arnoldo Mondadori Editore, 2022. Raccolta di otto racconti ambientati prima dei romanzi principali (di cui due aggiunti nella seconda edizione).

La serie è stata riunita inizialmente nei due omnibus The First Chronicles of Prydain (Fontana, 1986; volumi 1-2-3) e The Second Chronicles of Prydain (Fontana, 1986; volumi 4-5), e successivamente nel volume unico The Prydain Chronicles (Science Fiction Book Club, GuildAmerica Books, 1991), comprendente anche la raccolta di racconti The Foundling and Other Tales of Prydain. La prima traduzione italiana fu condotta sulla raccolta in due tomi, pubblicati come La saga di Prydain (Fantacollana 64, Editrice Nord, 1986; volumi 1-2-3) e Taran di Prydain (Fantacollana 90, Editrice Nord, 1989; volumi 4-5) e successivamente riuniti nel tomo unico Storie della terra di Prydain (Narrativa Nord 108, Editrice Nord, 1998); il volume di racconti è stato tradotto per la prima volta nella riedizione del tomo unico Le Cronache di Prydain (Oscar Draghi, Arnoldo Mondadori Editore, 2022).

### Trilogia di Westmark
1. Terra d'occidente (Westmark), E. P. Dutton, 1981. Trad. Lucio Angelini, Le Linci 12, Adriano Salani Editore, 1992.
2. The Kestrel, E. P. Dutton, 1982.
3. The Beggar Queen, E. P. Dutton, 1984.

### Esalogia di Vesper Holly
1. Avventura In Illiria (The Illyrian Adventure), E. P. Dutton, 1986. Trad. Angela Ragusa, Le Linci 30, Adriano Salani Editore, 1995.
2. The El Dorado Adventure, E. P. Dutton, 1987.
3. The Drackenberg Adventure, E. P. Dutton, 1988.
4. The Jedera Adventure, E. P. Dutton, 1989.
5. The Philadelphia Adventure, Dutton Children's Books, 1990.
6. The Xanadu Adventure, Dutton Children's Books, 2005.

### Romanzi autoconclusivi
- Time Cat: The Remarkable Journeys of Jason And Gareth, Holt, Rinehart and Winston, 1963.
- The Marvelous Misadventures of Sebastian, Clarke, Irwin, 1970.
- The Cat Who Wished to Be a Man, E. P. Dutton, 1973.
- The Wizard in the Tree, E. P. Dutton, 1975.
- The First Two Lives of Lukas-Kasha, E. P. Dutton, 1978.
- The Remarkable Journey of Prince Jen, Dutton Children's Books, 1991.
- The Arkadians, Dutton Children's Books, 1995.
- The Iron Ring, Dutton Children's Books, 1997.
- Gypsy Rizka, Dutton Children's Books, 1999.
- The Gawgon and the Boy (anche intitolato The Fantastical Adventures of the Invisible Boy), Dutton Children's Books, 2001.
- The Rope Trick, Dutton Children's Books, 2002.
- The Golden Dream of Carlo Chuchio, Henry Holt, 2007.

### Racconti pubblicati in formatochapbook
- Coll and His White Pig, Holt, Rinehart and Winston, 1965. Racconto del ciclo di Prydain poi confluito in The Foundling and Other Tales of Prydain.
- The Truthful Harp, Holt, Rinehart and Winston, 1967. Racconto del ciclo di Prydain poi confluito in The Foundling and Other Tales of Prydain.
- The King's Fountain, E. P. Dutton, 1971.
- The Four Donkeys, Holt, Rinehart and Winston, 1972.
- Time Cat, Holt, Rinehart and Winston, 1973. Riscrittura breve del romanzo omonimo.
- The Fortune-Tellers, Dutton Children's Books, 1992.
- The House Gobbaleen, Dutton Children's Books, 1995.
- How the Cat Swallowed Thunder, Dutton Children's Books, 2000.
- Dream-of-Jade: The Emperor's Cat, Dutton Children's Books, 2005.

### Raccolte di racconti
- The Town Cats and Other Tales, E. P. Dutton, 1977. Comprende otto favole con protagonisti felini.

### Omnibus di romanzi
- A Lloyd Alexander Collection, Dutton Children's Books, 2011. Comprende The Arkadians, The Remarkable Journey of Prince Jen e The Iron Ring.

### Autobiografie
- And Let the Credit Go, Crowell, 1955.
- My Five Tigers, Crowell, 1956.
- My Love Affair with Music, Crowell, 1960.

### Biografie
Alexander ha composto un ciclo di biografie di filantropi ebrei statunitensi, costituito da due volumi:
- August Bondi: Border Hawk., Farrar, Straus and Cudahy, 1958.
- Aaron Lopez: The Flagship Hope, Farrar, Straus and Cudahy, 1960.

### Saggistica
- Park Avenue Vet, Holt, Rinehart and Winston, 1962. Collaborazione con Louis J. Camuti.
- Fifty Years in the Doghouse, G. P. Putnam's Sons, 1963.

### Traduzioni
- Jean-Paul Sartre, La nausea, New Directions, 1949; ripubblicato come The Diary of Antoine Roquentin, Londra, Lehmann, 1949[8]